# Gnoma jugalis
Gnoma jugalis är en skalbaggsart som beskrevs av Newman 1842. Gnoma jugalis ingår i släktet Gnoma och familjen långhorningar.
Artens utbredningsområde är Filippinerna. Inga underarter finns listade i Catalogue of Life.